# 1216
1216 (MCCXVI) var ett skottår som började en fredag i den julianska kalendern.

## Händelser

### April
- 4 april – Påven Innocentius III avsänder ett brev, där han erkänner den svenske kungens rätt till sydvästra Finland och att dess biskop underställs ärkebiskopen i Uppsala. Han beklagar sig även över att svenska präster lyder under världslig lag, att man kan tillsätta präster utan kyrkans hörande och att Peterspenningen inte erläggs.
- 10 april – När Erik Knutsson dör efterträds han samma år av Johan Sverkersson som kung av Sverige.

### Maj
- 21 maj – De engelska baronerna och Londons innevånare mottar den franske tronföljaren Ludvig Lejonet med öppna armar och erkänner honom som kung av England i opposition mot den sittande engelske kungen Johan och, efter dennes död ett halvår senare, även mot efterträdaren Henrik III.

### Juli
- 18 juli – Sedan Innocentius III har avlidit två dagar tidigare väljs Cencio Savelli till påve och tar namnet Honorius III.

### Oktober
- 28 oktober – Sedan Johan har avlidit en vecka tidigare efterträds han som kung av England och herre över Irland av sin son Henrik III. Tronpretendenten Ludvig Lejonet gör honom rangen stridig till året därpå, då denne avsäger sig anspråken på den engelska tronen.

### Okänt datum
- Karl Magnusson blir biskop i Linköpings stift.
- Seden att under tre söndagar hinderspröva en förlovning genom uppläsning av den i kyrkan, benämnt lysning, införs i Sverige.

## Födda
- Efter 10 april – Erik Eriksson, kung av Sverige 1222–1229 och 1234–1250, postum son till Erik Knutsson.
- Erik Plogpenning, kung av Danmark 1241–1250.
- Nicolaus III, född Giovanni Gaetano Orsini, påve 1277–1280 (född omkring detta år).
- Violanta av Ungern, politisk rådgivare, drottning av Aragonien.

## Avlidna
- 10 april – Erik Knutsson, kung av Sverige sedan 1208.[1]
- 16 juli – Innocentius III, född Lotario dei Conti di Segni, påve sedan 1198.
- 18 eller 19 oktober – Johan utan land, även känd som prins John, herre över Irland sedan 1177 och kung av England sedan 1199.
- Ida av Boulogne, regerande grevinna av grevskapet Boulogne.

### Fotnoter
1. ↑  Det hände i dag